# Leo Shuken
Leo Shuken (Los Angeles, 8 dicembre 1906 – Santa Monica, 24 luglio 1976) è stato un compositore statunitense di colonne sonore cinematografiche.

## Premi Oscar Miglior Colonna Sonora

### Vittorie
- Ombre rosse (1940)

### Nomination
- Voglio essere amata in un letto d'ottone (1965)

## Filmografia (parziale)
- La donna fatale
- Go West Young Man, regia di Henry Hathaway - titoli, non accreditato (1936)
- Incontro a Parigi (I Met Him in Paris), regia di Wesley Ruggles - musiche di repertorio, non accreditato (1937)
- Un colpo di fortuna (Easy Living), regia di Mitchell Leisen - musiche di repertorio, non accreditato (1937)
- This Way Please, regia di Robert Florey - musiche addizionali, non accreditato (1937)
- Non ho ucciso! (Night Club Scandal), regia di Ralph Murphy - musiche di repertorio, non accreditato (1937)
- Every Day's a Holiday, regia di A. Edward Sutherland - arrangiamenti (1937)
- You and Me, regia di Fritz Lang - musiche addizionali, non accreditato (1938)
- Vorrei sposare (June Bride), regia di Bretaigne Windust - orchestratore (1948)
- The Story of Will Rogers, regia di Michael Curtiz - orchestratore (1952)
- Il ladro che venne a pranzo (The Thief Who Came to Dinner), regia di Bud Yorkin - orchestratore, non accreditato (1973)
- Orizzonte perduto, regia di Charles Jarrott - arrangiamento orchestrale (1973)
- È una sporca faccenda, tenente Parker! (McQ), regia di John Sturges - orchestratore, non accreditato (1973)
- Seven Alone, regia di Earl Bellamy - orchestrazione (1974)